# Genterovci
Genterovci este o localitate din comuna Lendava, Slovenia, cu o populație de 206 locuitori.